# Toxicocalamus preussi
Toxicocalamus preussi är en ormart som beskrevs av Sternfeld 1913. Toxicocalamus preussi ingår i släktet Toxicocalamus och familjen giftsnokar och underfamiljen havsormar.
Arten förekommer på Nya Guinea samt på några mindre öar i samma region. Honor lägger ägg.

## Underarter
Arten delas in i följande underarter:
- T. p. angusticinctus
- T. p. preussi